# برنارديا نوميديكا
برنارديا نوميديكا هي نبات مزهر بصلي ينتمي إلى عائلة الهليون، تحت عائلة الإشقيلاوات (وتعتبر أحيانًا كعائلة الزنبق). وهي واحدة من نوعين ينتميان إلى جنس برنارديا، رغم أن الأدلة تشير إلى أن (برنارديا نوميديكا) ليست مرتبطة بالنوع الآخر (برنارديا جابونيكا) وينبغي أن تُنقل إلى جنس مستقل خاص بها.

## موطن
موطنها الأصلي في شمال إفريقيا، وتتواجد في بلدان مثل الجزائر، ليبيا، وتونس.